# میوو (کارولینای جنوبی)
میوو(به انگلیسی: Mayo) شهری در ایالت کارولینای جنوبی کشور ایالات متحده آمریکا است که جمعیت آن در سرشماری سال ۲۰۱۰ میلادی، ۱٬۵۹۲ نفر بوده‌است.